# RD–36–35
A RD–36–35 a szovjet rövid fel- és leszállási úthosszú (STOL) és helyből felszálló (VTOL) repülőgépeken alkalmazott gázturbinás emelőhajtómű. A sorozatgyártású Jak–38 helyből felszálló haditengerészeti vadászrepülőgépen alkalmazták.
A hajtóművet a Ribinszki Motorgyár (ma: NPO Szaturn) mellett, Pjotr Koleszov irányítása alatt működő OKB–36 tervezőirodában fejlesztették ki (erre utal a típusjelzésben az első szám), eredetileg a Jak–36 kísérleti helyből felszálló repülőgép számára. Sorozatgyártása 1966-tól folyt a Ribinszki Motorgyárban. A kis méretű, kompakt felépítésű és kis tömegű emelőhajtóműnek köszönhetően kezdődhettek el a Szovjetunióban az 1960-as években a kísérletek a helyből felszálló repülőgépekkel, és több nagy sorozatban gyártott repülőgépnek (MiG–21, MiG–23, Szu–15, Szu–24) elkészült a kísérleti helyből felszálló változata.
A sugárhajtómű egytengelyes kialakítású. Kompresszora hatfokozatú. Az első fokozatban hangsebesség feletti a levegő áramlása. Égéstere egyenes áramú, gyűrűs, rövid felépítésű, turbinája egyfokozatú. A forgórész két helyen csapágyazott. Az elülső ágyazás rezgéscsillapítással rendelkezik, mely a forgórész rezgését csökkenti.
Az emelőhajtómű a földön a repülőgép főhajtóművének kompresszorából elvezetett sűrített levegővel indítható. Levegőben, repülés közben a hajtómű beömlőnyílásába vezetett levegő révén autorotációval indítható.

## Típusváltozatok
- RD–36–35 – Alapváltozat, melyet a Jak–36, MiG–21PD (Je–7PD), a MiG–23PD, a T–58VD és a T–6–1 kísérleti repülőgépeken alkalmaztak.
- RD–36–35PR – A VVA–14 kísérleti határfelület- és helyből felszálló repülőgépen használt változat.
- RD–36–35FV – Növelt teljesítményű változat, melyet a Jak–38 helyből felszálló haditengerészeti vadászrepülőgépen alkalmaztak 1969-től.
- RD–36–35FVR – Az RD–36–35 modernizált változata, melyet a Jak–38M vadászrepülőgépbe építettek.

## Műszaki adatok
- Száraz tömeg: 176 kg
- Légnyelés: 40,5 kg/s
- Tolóerő (emelőerő): 23,49 kN
- Gázhőmérséklet a turbina előtt: 967 °C
- Fajlagos üzemanyag-fogyasztás: 37,65 mg/Ns

## Külső hivatkozások
- Az RD–36–35 a Jane's Aero Engines oldalon (angolul)
- A hajtómű képe a Buran.ru oldalon
- RD–36–35 (oroszul)